# Jean-Luc Vergne
Pour les articles homonymes, voir Vergne.
Jean-Luc Vergne, né le 23 octobre 1948 à Artigues-près-Bordeaux, est un administrateur de société français.

## Biographie
Titulaire d'une maîtrise de droit public, il est successivement directeur des ressources humaines de Sanofi (1987-1992) puis du groupe Elf Aquitaine, avant de rejoindre le groupe PSA Peugeot Citroën en 1999 au même poste sous la direction de Jean-Martin Folz.
Recalé par Laurence Parisot pour la présidence de l'UNEDIC, il est pressenti pour être le négociateur du Medef sur la réforme de l'assurance-chômage en 2008.
En décembre 2008, il est nommé président de l'AFPA. Il quitte le groupe PSA en février 2009, notamment en raison de sa mésentente avec Christian Streiff, pour devenir DRH de la BPCE, poste qu'il quittera en juin 2011.
Nommé membre du conseil d’administration, au titre de personnalité qualifiée, de l’ Agence nationale pour l'amélioration des conditions de travail (ANACT), le 26 mars 2010, il en est élu président le 8 juillet suivant pour trois ans.
Le 6 juin 2012, il démissionne de la présidence de l'AFPA alors que l'organisme connaît des problèmes inquiétants de trésorerie.
Le 18 juin 2015, il est élu président du réseau de création et d'accompagnement des entreprises BGE.
À la suite de la révocation du mandat de Mathieu Gallet, il assure l'intérim de la présidence de Radio France à partir du 1er mars 2018 et jusqu'au 16 avril suivant, date de l'installation de Sibyle Veil, désignée présidente quatre jours plus tôt par le Conseil supérieur de l'audiovisuel.